# Kazumi Takada
Kazumi Takada (28. červen 1951 – 1. říjen 2009) byl japonský fotbalista.

## Klubová kariéra
Hrával za Mitsubishi Motors.

## Reprezentační kariéra
Kazumi Takada odehrál za japonský národní tým v letech 1970–1975 celkem 16 reprezentačních utkání.

## Statistiky
| Japonsko | Japonsko | Japonsko |
| Roky     | Záp.     | Góly     |
| -------- | -------- | -------- |
| 1970     | 4        | 0        |
| 1971     | 0        | 0        |
| 1972     | 5        | 0        |
| 1973     | 3        | 0        |
| 1974     | 0        | 0        |
| 1975     | 4        | 0        |
| Celkem   | 16       | 0        |